# Aucacris eumera
Aucacris eumera är en insektsart som beskrevs av Morgan Hebard 1929. Aucacris eumera ingår i släktet Aucacris och familjen Ommexechidae. Inga underarter finns listade i Catalogue of Life.